# Barbaro Jacopo Badoer
Barbaro Jacopo Badoer (Venezia, 29 gennaio 1617 – Tenedo, 8 agosto 1657) è stato un ammiraglio italiano della Repubblica di Venezia, particolarmente distintosi nel corso della guerra di Candia.

## Biografia
Nacque a Venezia il 29 gennaio 1617, figlio di Francesco e Lucia Valaresso. All'età di vent'anni estrasse la balla d'oro, cosa che gli diede diritto di entrare a far parte del Maggior Consiglio prima dell'età  richiesta di venticinque anni. Ben presto alla carriera amministrativa e giudiziaria della Dominante preferì entrare nell'Armada da mar.
Nel 1643 si imbarcò come nobile di poppa su una galea dell'Armata sottile. Nel 1645, all'inizio della guerra di Candia, era sopracomito, cioè comandante di una galea della squadra addetta alla difesa dell'isola. Quando l'armata turca giunse di sorpresa davanti a la Canea, ponendo subito l'assedio alla città, egli incrociava nelle acque di Suda. Il 20 luglio il capitano della squadra navale, Giorgio Morosini, ebbe l'ordine di trasferire rinforzi in uomini e munizioni a la Canea, con la propria galea, insieme ad  altre due, una al comando di  Caterino Corner e l'altra di Badoer. Le tre unità riuscirono a forzare il blocco nemico, e i loro equipaggi si unirono ai difensori sugli spalti delle mura.  Quando il provveditore Antonio Navagero propose per la prima volta la resa, i tre  comandanti delle galee si opposero fermamente; ma il 19 agosto, divenuta impossibile ogni ulteriore  resistenza, Navagero decise di capitolare.  Le tre navi, pur con gli equipaggi molti ridotti, riuscirono a rientrare a Suda.
Nel 1646 egli fu nominato capitano della squadra di Candia partecipando a molte azioni belliche tra cui la battaglia di Nasso, avvenuta il 10 luglio 1651, nella quale catturò un vascello turco. Nel 1650 il capitano generale da mar Mocenigo lo destinò, al comando di sei galee e due galeazze, a sorvegliare le acque dei Dardanelli. Nel 1653 fu eletto capitano delle galeazze, e prese parte ad una crociera della flotta, al comando di Leonardo Foscolo, davanti a Rodi, e poi all'assedio di Malvasia, in cui si distinse nel bombardamento della piazzaforte e nella conquista di un forte. Il 21 giugno 1654 partecipò al combattimento nelle acque di Milo, e nell'autunno successivo, per ordine del provveditore generale Francesco Morosini, al comando di due galeazze, quattro galee e una nave, conquistò, dopo due giorni di combattimento, l'isola di Egina, dove rimase a svernare.
In primavera, rasa al suolo la fortezza, lasciò l'isola e si riunì al grosso della flotta, con la quale, alla fine del marzo 1655, partecipò alla conquista di Volo. Nel giugno di quell'anno, inviato da Morosini a inseguire alcune galee barbaresche, che non riuscì a raggiungere, non partecipò alla battaglia  nelle acque dei Dardanelli, avvenuta il 21 giugno. Dal luglio all'autunno successivo si distinse al comando di truppe da sbarco nell'assedio posto dalle truppe Veneziane a Malvasia. Nel gennaio 1656 divenne Provveditore all’Armar .
Nel maggio dello stesso anno la flotta veneziana, al comando del capitano generale Lorenzo Marcello, andò ad incrociare nelle acque dei Dardanelli, per impedire all'armata turca di uscire nell'Arcipelago. Il 26 giugno, passato all'attacco, forzò lo stretto e attaccò la flotta turca infliggendole una dura sconfitta. Dopo la morte di Lorenzo Marcello caduto in combattimento, ed egli assunse il comando interinale dell'armata. Ordinò subito di attaccare e incendiare, durante la notte, le navi nemiche che avevano cercato la salvezza gettandosi sotto costa; e il giorno dopo proseguì la caccia alle navi nemiche, partecipando personalmente ai combattimenti. Alla fine della battaglia la flotta turca aveva perso cinquantotto navi, contro le tre veneziane.
Sorsero subito gravi contrasti tra i vincitori, in quanto il priore della Rocella, comandante delle sette galee maltesi, abbandonò gli Alleati, esigendo per se una parte notevole del bottino con il pretesto che poteva restare soltanto agli ordini di un capitano generale da mar. Grave dissidio, sfociato in aperta insubordinazione,  sorse tra lui e il capitano del Golfo Antonio Barbaro, il quale sostenne con vigore l'opportunità di seguire il piano concepito da Lorenzo Marcello, che prevedeva il successivo concentramento delle forze veneziane su Candia, per liberare l'isola dai Turchi. Non riuscendo a sfruttare fino in fondo la vittoria, abbandonò il piano di Marcello, ripiegando su una strategia prettamente difensiva consistente nel bloccare lo stretto dei Dardanelli per impedire alla flotta nemica di uscire nell'Arcipelago e unirsi alle forze turche operanti da Candia.
Per assicurare all'Armata da mar le necessarie basi per il blocco dei Dardanelli, conquistò le isole di Tenedo (6-8 luglio) e di Lemno (11-18 agosto), lasciandovi forti presidi, allontanandosi nel mese di novembre per svernare. Il 26 febbraio 1657 cedette il comando della flotta al nuovo capitano generale da mar, Lazzaro Mocenigo, ritornando a svolgere le sue funzioni di provveditore d'armata.
Il Mocenigo riprese l'offensiva, ed egli comandò l'ala destra della flotta alla battaglia di Scio, avvenuta il 3 maggio 1657, nella quale fu determinante per la vittoria distruggendo due navi turche, disimpegnando il Barbaro attaccato da due galee nemiche, catturando quattro navi e mettendone in fuga diverse altre. Il 17 maggio partecipò all'attacco e alla distruzione della fortezza di Suazick. Il 17 luglio l'armata veneta, rinforzata da alcune navi maltesi e pontificie, fu attaccata di sorpresa dalla flotta turca nelle acque dei Dardanelli.
Nella prima giornata della battaglia, durata tre giorni, in collaborazione con Mocenigo egli distrusse o catturò cinque galee e cinque maone e disperse l'armata sottile nemica, impedendogli di ricongiungersi con la squadra di Rodi. Il 19 attaccò cinque galee e ne catturò una, costringendo le altre a portarsi sotto costa. Verso la fine del terzo giorno di combattimento Mocenigo perì sulla sua galea, colpita nella santabarbara dal fuoco delle batterie costiere nemiche, mentre comandava la sua squadra in un audace attacco contro le navi turche rifugiatesi sotto la protezione dei forti.
Alla morte di Mocenigo assunse il comando della flotta veneziana, mentre il comando supremo di tutta l'Armata alleata passò al comandante delle navi pontificie Giovanni Bichi, per ordine del quale durante il corso della notte venne effettuato un ripiegamento lungo la costa asiatica. Egli scongiurò invano il nuovo comandante di non abbandonare il piano operativo di Mocenigo, che, come quello precedente di Marcello, prevedeva la distruzione della flotta nemica e un successivo attacco contro le forze turche presenti a Candia. Chiese anche che il giorno dopo si riprendesse l'attacco contro le superstiti navi nemiche fino ad annientarle totalmente. Il Bichi osservò che le scorte d'acqua dolce erano finite e gli fece comprendere che le galee maltesi e pontificie avrebbero subito lasciato l'Arcipelago; infine concesse di effettuare il giorno dopo un tentativo per distruggere le navi turche gettatesi sulla costa.
L'operazione fu condotta personalmente dal Barbaro il 20 luglio, ma non ebbe esito positivo per il violento fuoco delle batterie costiere turche. L'offensiva fu abbandonata definitivamente, nonostante la sua opposizione, e si accontentò di effettuare un'azione da solo nel corso della notte contro alcune navi nemiche incagliatesi, riuscendo ad incendiarne due.
Il 21 luglio l'Armata alleata, per ordine di Bichi, si ritirò su Tenedo. Bichi gli affidò il comando dell'ala sinistra, cosa che egli percepì come un'offesa personale, tanto che ritardò di alcune ore la partenza delle sue galee. Il 24 luglio le navi maltesi e pontificie salparono da Tenedo, dove rimase  in critica situazione la squadra veneziana, senza poter contare sulla leale collaborazione del capitano del Golfo Antonio Barbaro, con il quale si erano riaccesi violenti contrasti, alimentati dai vecchi rancori personali. Mentre si apprestava a riorganizzare l'Armata, morì pochi giorni dopo a Tenedo, l'8 agosto 1657. Fu sostituito nell'incarico da Lorenzo Renier.
Nel testamento lasciò a beneficio della Repubblica di Venezia un credito di 7000 ducati, che egli aveva anticipato di propria tasca per le paghe dei galeotti liberi, e quanto fosse rimasto dei suoi beni, dopo soddisfatti alcuni debiti e legati minori.

### Annotazioni
1. ↑  Sulla sua morte fu avanzato il sospetto di avvelenamento.

### Fonti
1. 1 2 3 4 5 6 7 8 9 10 11 12 13 14 15 16 17 18 19 20 21 22 23 24 25 26  https://www.treccani.it/enciclopedia/barbaro-giacomo-badoer_%28Dizionario-Biografico%29/.
2. 1 2  Brusoni 1676, p. 30.
3. 1 2  Brusoni 1676, p. 43.
4. ↑  Valiero 1679, p. 268.
5. ↑  Brusoni 1676, p. 221.
6. ↑  Valiero 1679, p. 239.
7. ↑  Valiero 1679, p. 314.
8. ↑  Valiero 1679, p. 348.
9. ↑  Valiero 1679, p. 357.
10. ↑  Valiero 1679, p. 358.
11. ↑  Valiero 1679, p. 380.
12. ↑  Valiero 1679, p. 381.
13. ↑  Valiero 1679, p. 384.
14. ↑  Brusoni 1676, p. 278.
15. ↑  Valiero 1679, p. 410.
16. ↑  Valiero 1679, p. 411.
17. ↑  Valiero 1679, p. 416.
18. 1 2 3 4  Valiero 1679, p. 417.